# Il commissario Pelissier
Il commissario Pelissier (Max et les Ferrailleurs) è un film del 1971 diretto da Claude Sautet, tratto da un romanzo di Claude Néron, interpretato da Michel Piccoli e Romy Schneider.

## Trama
Nanterre. Max Pelissier, ex giudice divenuto poliziotto, incontra casualmente dopo tanti anni Abel, ex legionario, ora malavitoso di basso cabotaggio, che guida una banda sgangherata dedita a piccoli crimini che passano quasi inosservati. Abel e i suoi amici trascorrono le loro giornate in maniera abbastanza innocua, giocando a carte e gestendo un minuscolo giro di prostituzione. Ossessionato dalla lotta all'illegalità, Max induce l'ingenuo Abel a tentare un colpo ad una Banca, riuscendo quindi ad assicurarlo alla giustizia. Max aveva teso la trappola ai rapinatori servendosi di Lily, la donna di Abel, ma capisce troppo tardi di essersi innamorato di lei. L'irreprensibile Rosinsky vuole arrestare anche chi ha avuto un ruolo marginale nella rapina, quindi anche Lily. Pelissier si trova spiazzato e in un momento di follia uccide, sotto gli occhi dei presenti, Rosinsky nel suo commissariato.

## Accoglienza

### Critica
Per il Dizionario Mereghetti il film è «un intrigante ritratto di un caso di paranoia [...] straordinariamente affascinante anche nella descrizione minuta della vita di un gruppo di marginali, su cui emerge una magnifica Schneider». Per il Dizionario Morandini è un «poliziesco anomalo, raccontato con vivace immediatezza e grande eleganza».